# دير مواس (مركز)
مركز دير مواس، مركز إداري مصري. يقع في محافظة المنيا الواقعة في جمهورية مصر العربية. القاعدة الإدارية للمركز هي مدينة دير مواس.